# Antonio Susillo
Antonio Susillo Fernández  (Sevilla, 16 de abril de 1855-ibidem, 22 de diciembre de 1896) fue un escultor español. Estudió en la Escuela de Bellas Artes de París entre 1883 y 1884 y residió en Roma entre 1885 y 1887. Es considerado el mejor escultor sevillano del último cuarto del siglo XIX.

## Biografía

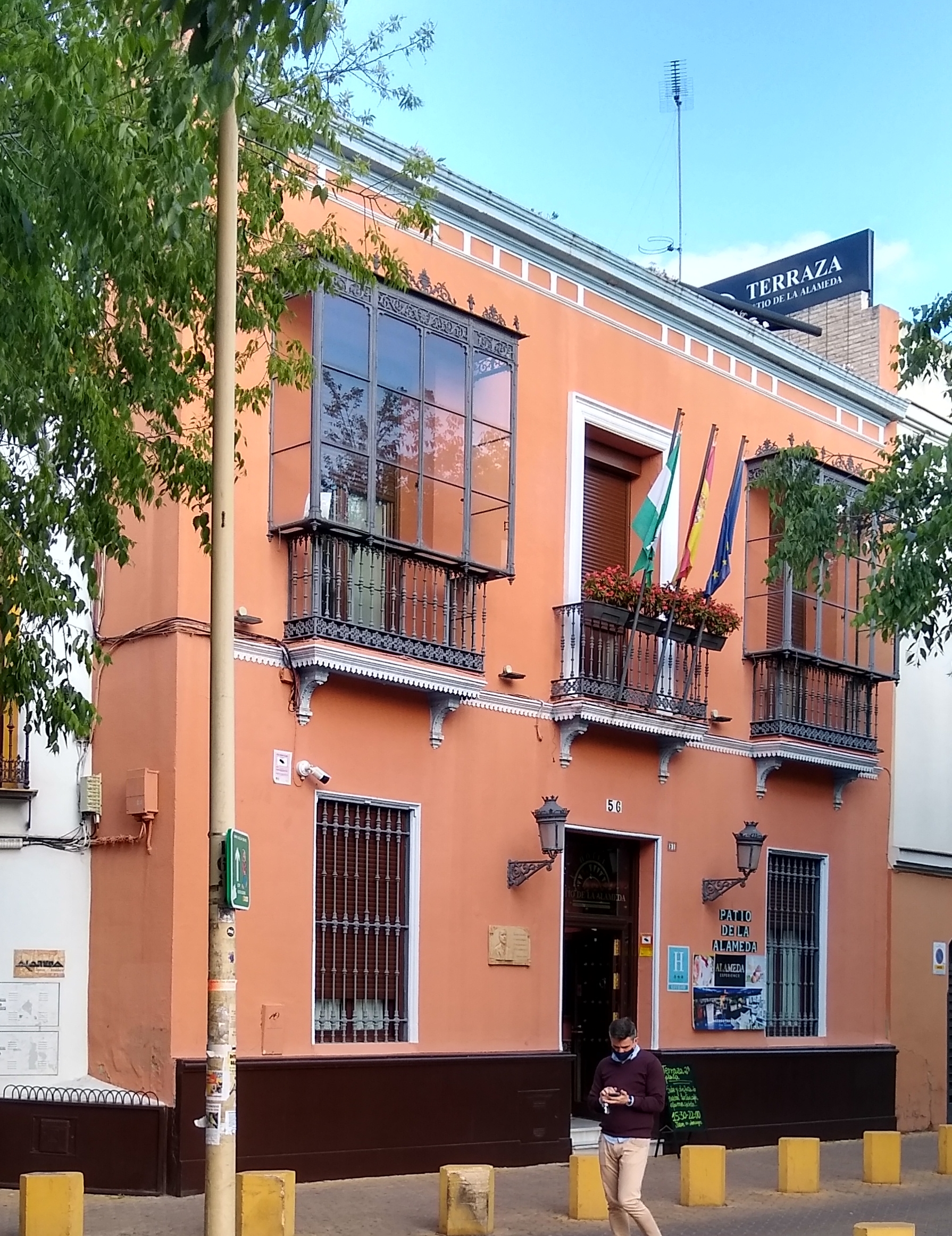
En esta casa vivió y tuvo su estudio Antonio Susillo. En la actualidad es el Hotel Patio de la Alameda. Alameda de Hércules. Sevilla.

Su padre se llamaba Manuel Sucillo Pérez y su madre Josefa Fernández Pabón. Los dos eran naturales de Sevilla. Del matrimonio nacieron Rafael, Antonio, Ignacio, Isabel y María de los Reyes.
Luis Montoto y Pereyra, Manuel Ossorio y Bernard, Augusto Comas y Blanco y José Cascales Muñoz han dicho que el padre había sido comerciante de aceitunas, pero el registro civil indica que era tonelero. Lo que sí es cierto es que el comercio de aceitunas aderezadas se hacía en bocoyes y que el abuelo paterno, José, era propietario de un almacén de aceitunas en la calle Valflora, número 32.
Antonio nació a las 11 de la noche del 16 de abril de 1855 en el número 11 de la calle Renovada y fue bautizado en la Iglesia de Omnium Sanctorum el 20 de abril del mismo año con el nombre Antonio María de los Dolores Toribio y Margarita de la Santísima Trinidad. Sus padrinos fueron el labrador Antonio Silva y Margarita Silva, ambos solteros y de Villanueva del Ariscal.
La familia de Antonio se mudó posteriormente al número 20 de la calle Relator, donde nació su hermano Ignacio el 31 de mayo de 1858. En el registro de este hijo ya aparece como apellido familiar Susillo, en vez de Sucillo.
En la década de 1870 el padre, Manuel, empezó a figurar en publicaciones locales como propietario de un almacén de aceitunas en la Alameda de Hércules. Manuel falleció el 4 de marzo de 1884, haciéndose cargo del negocio posteriormente su hijo Rafael.
Antonio fue matriculado en el colegio de los jesuitas de El Puerto de Santa María, que gozaba de prestigio. No obstante, permaneció poco tiempo en este centro por problemas de salud y regresó a Sevilla.
Antonio se dedicó a modelar en barro en su tiempo libre. En 1875 el pintor José de la Vega Marrugal se dio cuenta de que tenía talento y decidió enseñarle dibujo y composición.
Antonio se casó el 22 de junio de 1878 con Antonia Huertas Zapata, de 19 años, en la Iglesia de Omnium Sanctorum. Ella vivía en la Alameda de Hércules y era hija de un carpintero de Cazalla de la Sierra y de una sevillana.  En aquel entonces Antonio Susillo figuraba como comerciante, por lo que estaba vinculado al negocio paterno y aún no era escultor. Tuvo un hijo esta esposa, llamado Manuel, que falleció a los pocos meses. Antonia murió poco después, por problemas de corazón causados por la tisis, el 13 de marzo de 1880.
En 1879 participó en la Exposición de Cádiz, obteniendo una medalla de bronce. En 1882 participó con tres obras en la Exposición Regional de Sevilla y con una obra alegórica de barro en una exposición organizada por Ricardo Hernández en el Hotel Manuel Arenzana Echarri de la calle Olózaga de Madrid. Este año dejó el negocio familiar para dedicarse por completo a la escultura.
En una carta a su amigo José Lafita y Blanco, Antonio Susillo narra que unos amigos llevaron una de sus obras al Real Alcázar de Sevilla para que la viese Isabel II. Le gustó tanto que pidió quedársela unos días para mostrársela a Romualdo Giedroik, príncipe ruso que iba a visitarla. La obra le gustó tanto a Giedroik que decidió llevar a Antonio Susillo a trabajar a París bajo su mecenazgo. Estuvo en la capital francesa entre 1883 y 1884, tiempo en el que aprovechó para estudiar en su Escuela de Bellas Artes, obteniendo la máxima calificación lograda por un extranjero. Su maestro Bonaumax le enseñó a copiar del natural. También aprendió fundición. Completó su aprendizaje visitando talleres y museos parisinos. En esta etapa residió en la Rue d'Assas, número 84.
En 1883 la revista La Ilustración Española y Americana publicó una noticia sobre él además de una imagen de su relieve La oración de la tarde, que estaba inspirado en unos versos de Larra y era propiedad de Evaristo Sagastizábal.
El ministerio de Fomento pensionó la estancia de Antonio Susillo en Roma entre 1885 y 1887. En esta etapa residió en la Vía San Nicola da Tolentino, número 72.
Obtuvo una medalla de oro en la Exposición de la Sociedad de Escritores y Artistas de Madrid. Alfonso XII le nombró caballero de la Orden de Carlos III.
En 1887 fue nombrado académico numerario de la Real Academia de Bellas Artes de Santa Isabel de Hungría.
En 1892 comenzó a dar clases de escultura en la Escuela Provincial de Bellas Artes de Sevilla.
El 20 de febrero de 1894 falleció su madre, Josefa. Se sabe que, con anterioridad, había muerto también su hermana María de los Reyes.
El 29 de septiembre de 1895 contrajo matrimonio con la malagueña María Luisa Huelin Sanz, de 26 años. Por entonces, él vivía en la Alameda de Hércules número 42 y ella en la Alameda de Hércules número 9. La ceremonia tuvo lugar en Málaga, en casa de la madre de la novia, y fue oficiada por el fraile Diego de Valencina, guardián del convento de los capuchinos de Sevilla. Tras la boda, María Luisa fue a vivir a la casa de su marido.
En 1894 un grupo de artistas sevillanos, entre los que estaban Antonio Susillo, José Jiménez Aranda, José García y Ramos, José de Pando y Fernández, Emilio Sánchez Perrier, Gonzalo Bilbao, Fernando Tirado, José Lafita y Blanco, José Arpa Perea, José Chaves Ortiz, Salvador Clemente y Adolfo López Rodríguez, crearon el Círculo de Bellas Artes. Este círculo organizó una exposición con treinta y tres pintores y tres escultores. Los escultores fueron Antonio Susillo, Miguel Sánchez-Dalp y Viriato Rull. Este Círculo de Bellas Artes existió hasta 1911.
En 1895 Antonio, para dedicar más tiempo a su esposa, dimitió de su cargo de profesor de la Escuela Provincial de Bellas Artes.
Antonio Susillo mantuvo trato con el marqués de Pickman, que tenía una fábrica de cerámica en la Cartuja de Sevilla.
El 20 de diciembre de 1896 le vieron en la estación de trenes la Puerta de Barqueta acercarse a las vías al paso del tren del correo y luego echarse atrás. El 22 de diciembre se dirigió a la misma estación y volvió a esperar el paso del tren del correo, aunque lo dejó pasar. Caminó junto a las vías hasta llegar a la estación del Empalme. Tras esto, se dirigió al embarcadero de reses, sacó una pistola de su bolsillo izquierdo y se pegó un tiro en la barbilla. En sus bolsillos encontraron una nota para el juez y otra para su esposa. En la primera decía que se mataba él solo y que su esposa era la heredera. En la segunda decía "Perdóname, María de mi alma. Me he convencido de que mi carrera no produce para ganar la vida. Adiós, mi vida".
Antonio Illanes narra desavenencias en el segundo matrimonio de Antonio que, según él, pudieron haber sido la causa del suicidio.
Entre los discípulos que dejó se pueden destacar Antonio Castillo Lastrucci, Joaquín Bilbao y Lorenzo Coullaut Valera.
Uno de sus discípulos, Viriato Rull, le realizó una mascarilla funeraria.
Gracias a los contactos que tuvo en vida, no se hizo constar el suicidio como causa de la muerte, sino heridas y hemorragias cerebrales, para poder tener un entierro católico. Fue enterrado el 23 de diciembre de 1896 en una sepultura de primera clase situada en el número 83 de la calle Virgen María del Cementerio de San Fernando de Sevilla.
En 1926 el periódico El Noticiero Sevillano publicó una semblanza de Antonio Susillo y señaló que la tumba de este escultor era un alquiler temporal y que los restos corrían el riesgo de terminar en una fosa común. Se proponía situar su enterramiento en un lugar digno y permanente. Aníbal González Álvarez-Ossorio y Mariano Benlliure se habían ofrecido a hacer un monumento funerario. El periódico sugirió que fuese enterrado a los pies del Cristo de las Mieles, que él mismo había realizado. El 9 de marzo de 1927 el alcalde aprobó el traslado de los restos a un mausoleo, lo que contó con la autorización de los familiares. Sin embargo, el trámite para trasladarlos no se llevó a cabo hasta el 20 de agosto de 1939. El 22 de abril de 1940 Antonio Susillo fue enterrado en el Monte Calvario del Cristo de las Mieles del cementerio.

## Obra
En 1882 presentó tres obras en la Exposición Regional de Sevilla: El último día de una cortesana, La madre hebrea y Bajo la esfinge (que probablemente se corresponda con un descanso de la Sagrada Familia en su huida a Egipto).
En 1882 Isabel II visitó su estudio y adquirió tres bajorrelieves: Los dos guardianes y dos escenas de la vida de san Antonio de Padua, para decorar el Alcázar de Sevilla.
En su etapa en París, entre 1883 y 1884, realizó dos relieves en barro cocido: La parisina y Alegoría de la muerte.
En 1887 envió desde Roma su obra La primera contienda para la Exposición Nacional de Bellas Artes que tuvo lugar en Madrid.
Realizó bustos de personajes de la época, como la duquesa de Denia, el general Polavieja, la duquesa de Alba, el marqués de Luca de Tena y el marqués de Pickman. Hay dos bustos del marqués de Pickman realizados por Susillo expuestos al público: uno en el Centro Cerámica Triana, en Sevilla, y otro en el Museo Nacional de Artes Decorativas, en Madrid.
En 1893 Antonio Susillo restauró la imagen de la Virgen de la Amargura de esa hermandad tras el incendio que sufrió el paso el Domingo de Ramos en la Plaza de San Francisco. También le hizo unas manos nuevas.

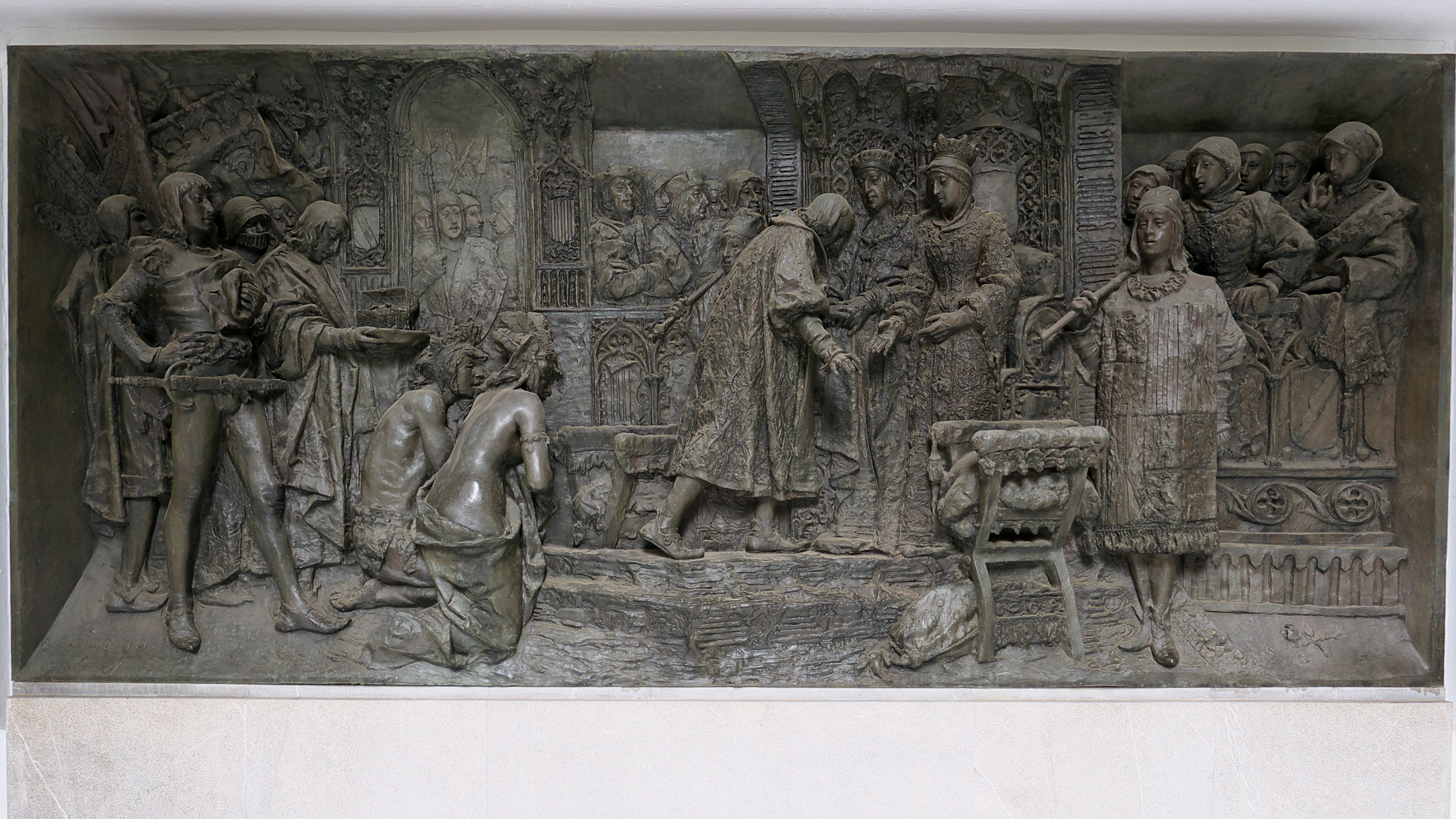
Presentación de Colón a los Reyes Católicos en el Salón del Tinell de Barcelona. Museo de Bellas Artes de Sevilla.

El Museo de Bellas Artes de Sevilla conserva tres obras de este autor: Presentación de Colón a los Reyes Católicos en el Salón del Tinell de Barcelona, relieve en bronce de 1893; El harén de Boabdil, relieve en barro de 1895; y Anatomía del corazón, escultura alegórica en barro sin policromar de hacia 1890.
El Museo de Artes y Costumbres Populares de Sevilla tiene un relieve de barro de la Expulsión de los moriscos y un medallón de barro con un retrato.
En la colección Bellver, expuesta en la Casa Fabiola de Sevilla, hay dos esculturas de Susillo: Ángel apocalíptico, de 1890, y Las flores de San Francisco, de 1896.
El Museo de Bellas Artes de Córdoba conserva un dibujo suyo, titulado Noche de ánimas, fechado en diciembre de 1895.

### Monumentos públicos
En 1883 el Ayuntamiento de Sevilla acordó erigir un monumento al artillero Luis Daoíz. Susillo fue el artífice de la estatua y los dos relieves del pedestal. En 1886 envió los moldes desde Roma, para su realización en bronce. El monumento fue inaugurado en 1889 en la Plaza de la Gavidia.
Entre 1892 y 1894 realizó en monumento al almirante Cristóbal Colón de Valladolid.
En 1892 realizó el monumento en bronce al pintor Diego Velázquez de la Plaza del Duque de Sevilla.
En 1895 fundió en bronce el Cristo de las Mieles, un crucificado que desde 1897 se encuentra sobre un Monte Calvario en el Cementerio de San Fernando de Sevilla.
En 1902 se hizo una copia en bronce de la escultura que había realizado previamente Susillo del venerable Miguel Mañara y se colocó en los Jardines de la Caridad de Sevilla.

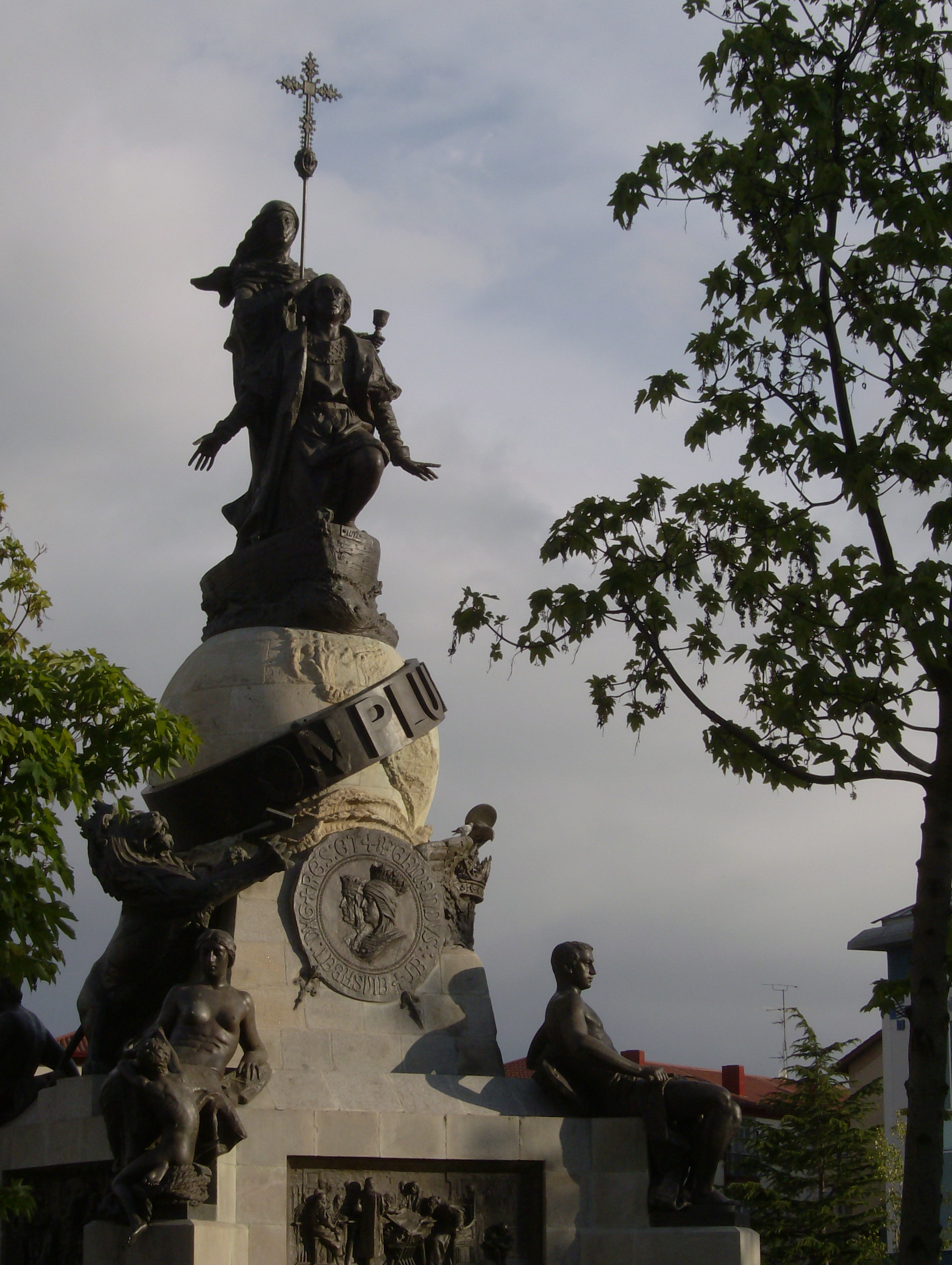
Monumento a Colón en la Plaza de Colón de Valladolid
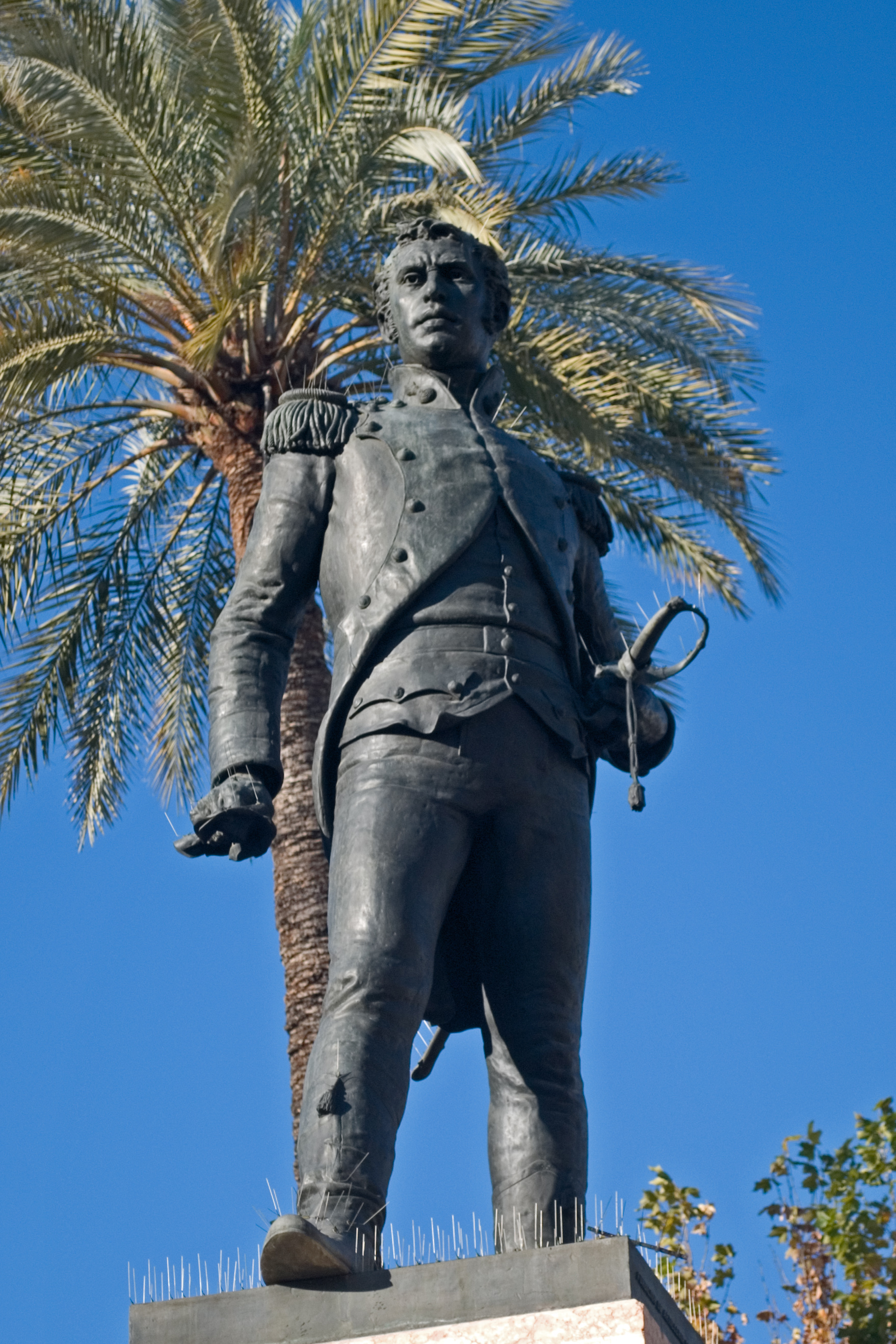
Monumento a Daoíz en la Plaza de la Gavidia de Sevilla
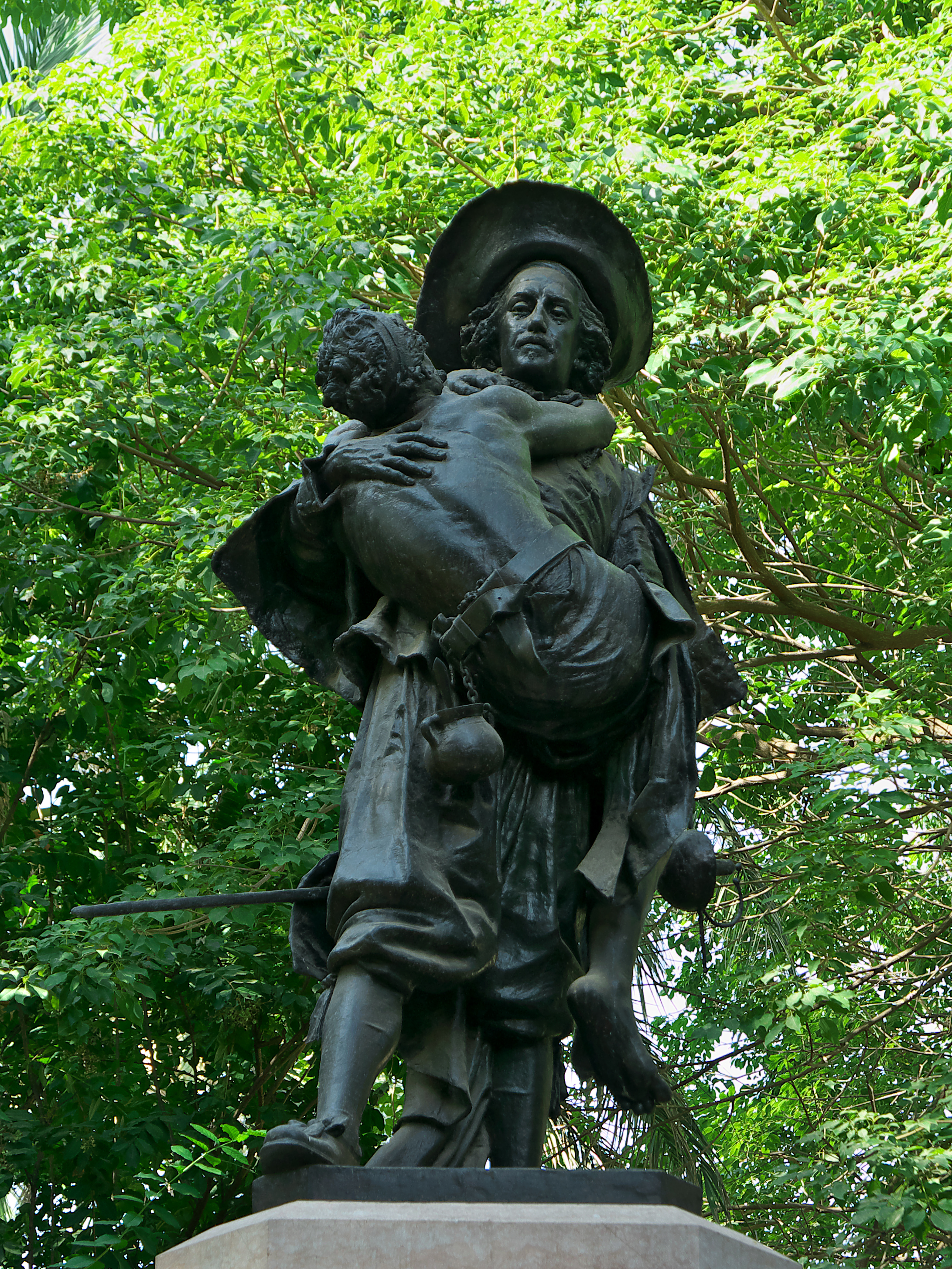
Monumento a Miguel de Mañara. Jardines de la Caridad de Sevilla

### Galería de los doce sevillanos ilustres
Son doce estatuas que decoran la fachada del apeadero del Palacio de San Telmo de Sevilla. Fueron realizadas por encargo de la infanta María Luisa durante ocho meses y terminadas en la Semana Santa de 1895.
Las estatuas representan a: Juan Martínez Montañés, Rodrigo Ponce de León y Núñez, Diego Velázquez, Miguel Mañara,  Lope de Rueda, Diego Ortiz de Zúñiga, Fernando de Herrera, Luis Daoíz, Benito Arias Montano, Bartolomé Esteban Murillo, Fernando Afán de Ribera y Téllez-Girón y Bartolomé de las Casas.

### Obras en el palacio de la condesa de Lebrija
El palacio de la condesa de Lebrija, en Sevilla, conserva las siguientes obras de Antonio Susillo:
- Recuerdo al ángel Manuel Rodríguez Martín. Relieve en barro cocido sin policromar dedicado a un niño fallecido y realizado en 1882.[4]
- La primera contienda. Boceto de estatua en barro cocido sin policromar realizado en 1884.[4]
- Aparición del Niño Jesús a San Antonio de Padua. Boceto de estatua en barro cocido sin policromar realizado hacia 1890.[4]
- Don Juan Tenorio en sus funerales. Boceto de relieve en barro cocido sin policromar realizado entre 1889 y 1893.[4]
- Fray Bartolomé de las Casas. Boceto de estatua en barro sin policromar realizado en 1894.[4]
- Juan Martínez Montañés. Boceto de estatua en barro sin policromar realizado en 1894.[4]

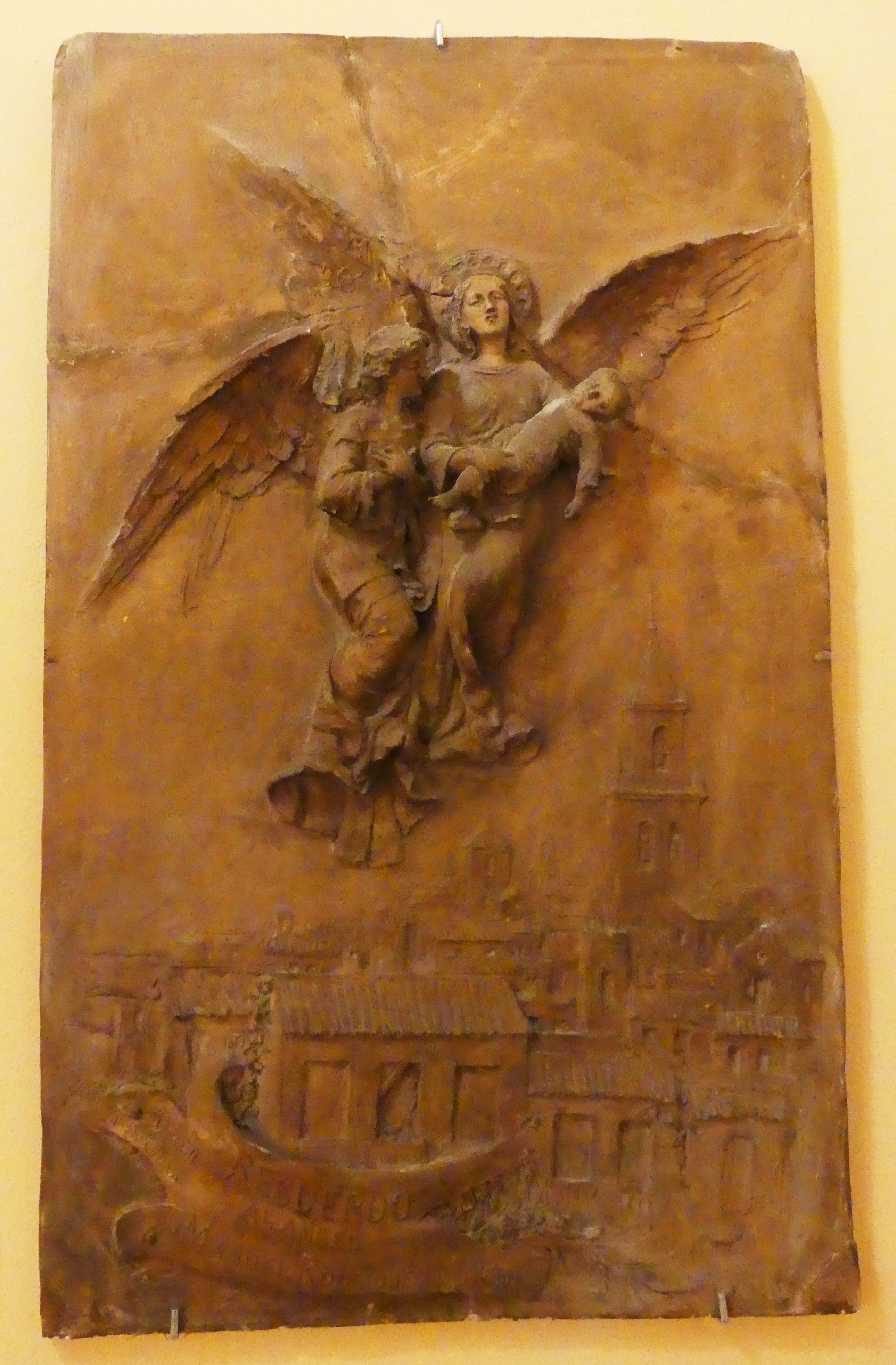
Recuerdo al ángel Manuel Rodríguez Martín
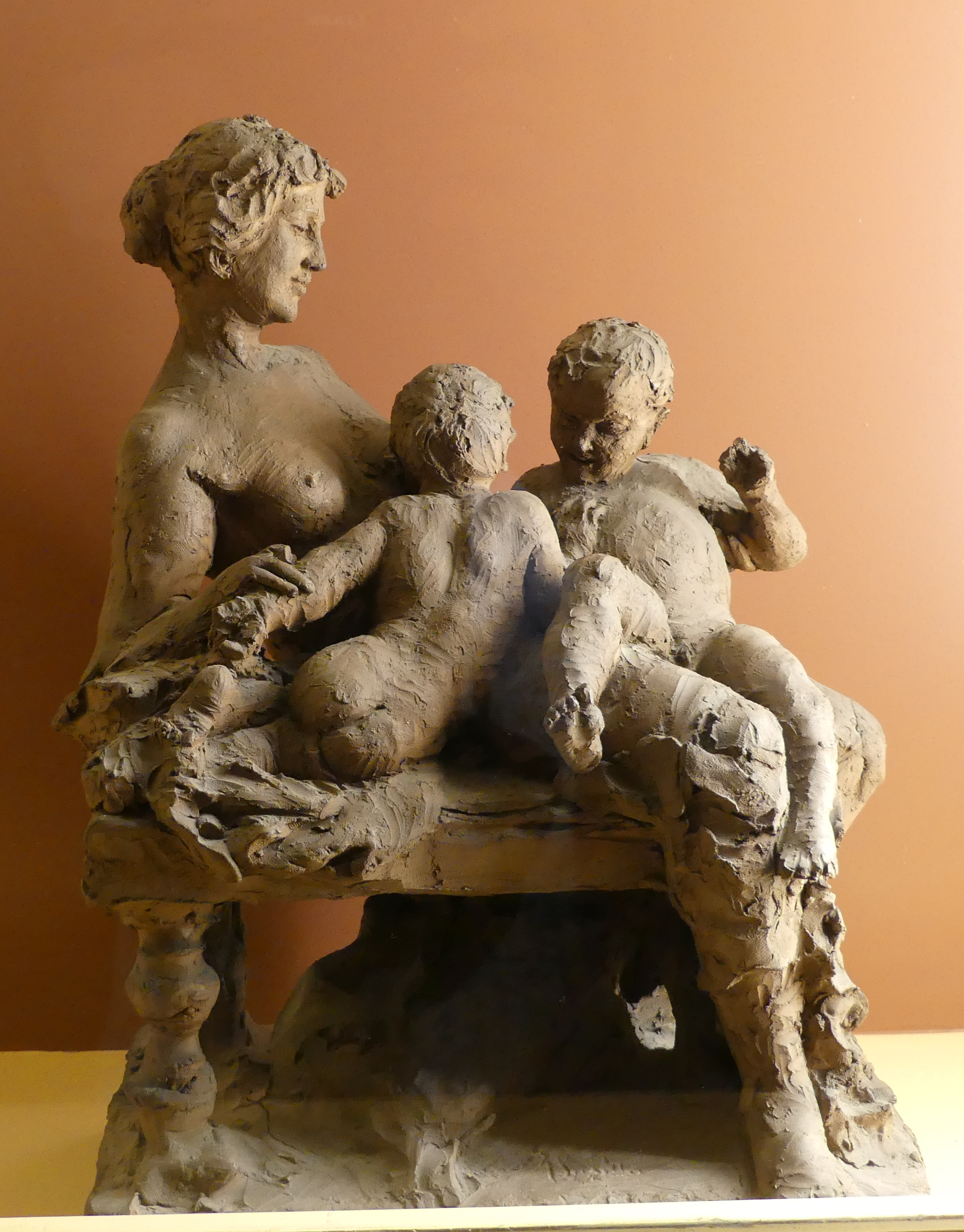
La primera contienda
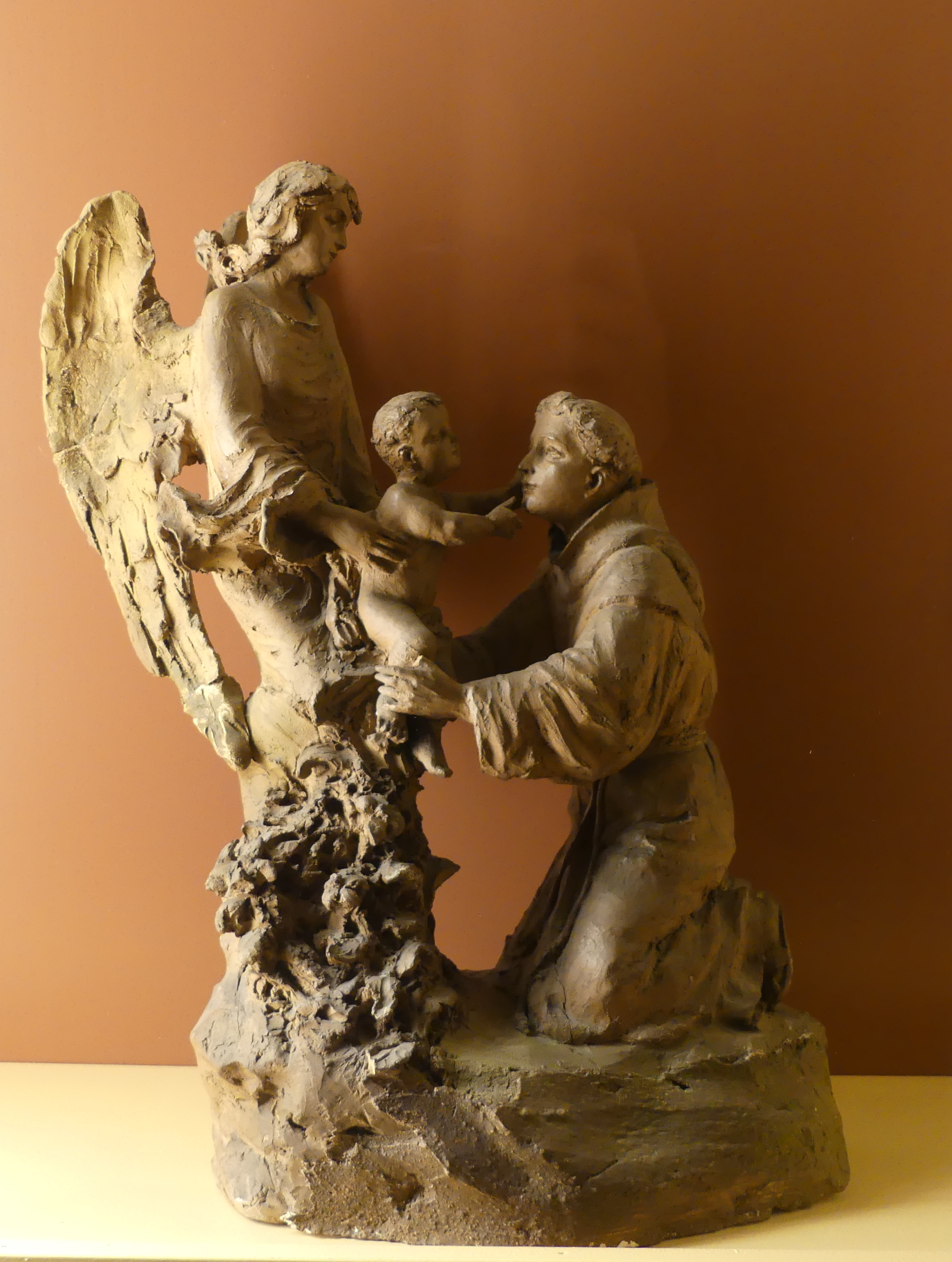
Aparición del Niño Jesús a San Antonio de Padua
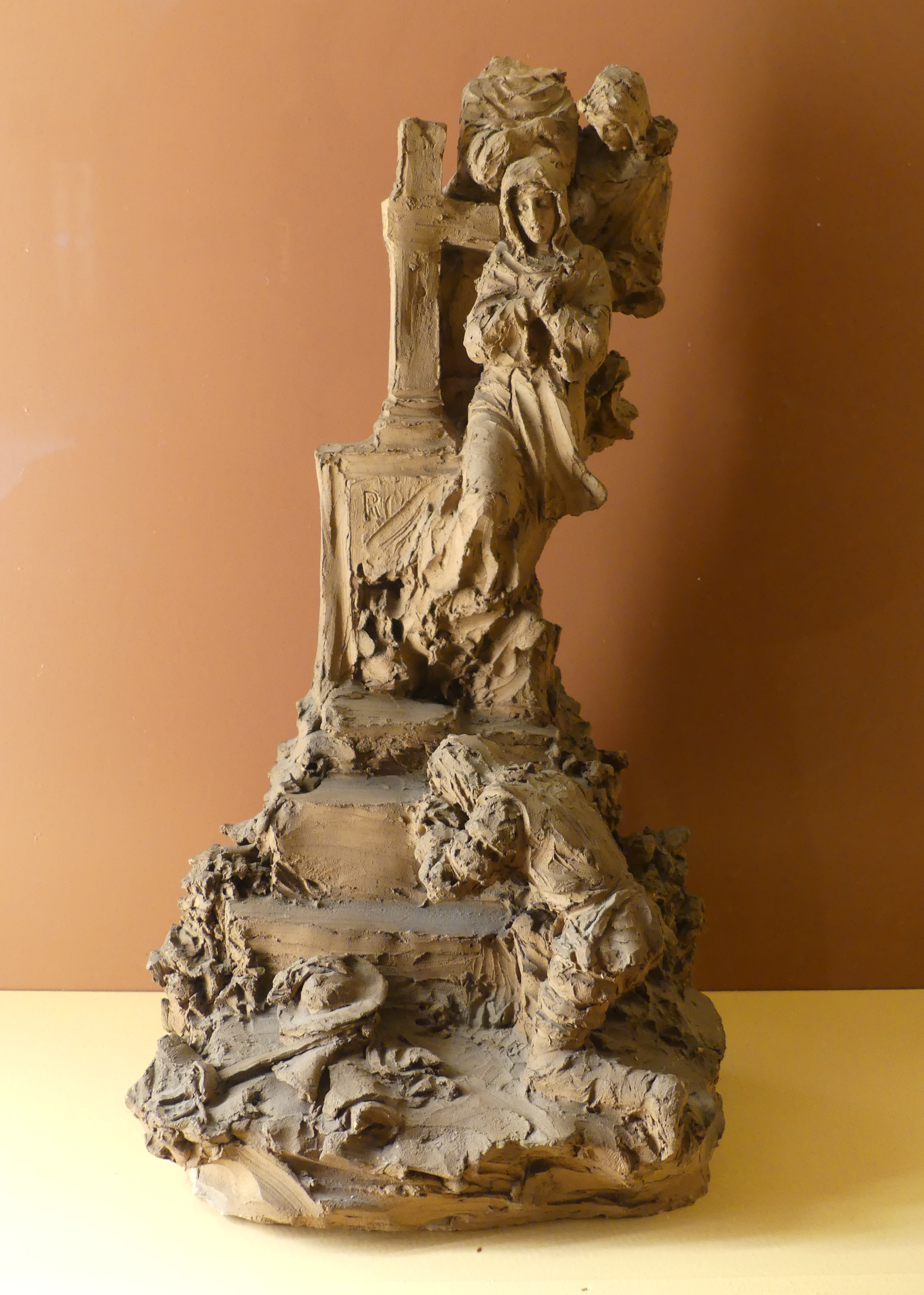
Don Juan Tenorio en sus funerales
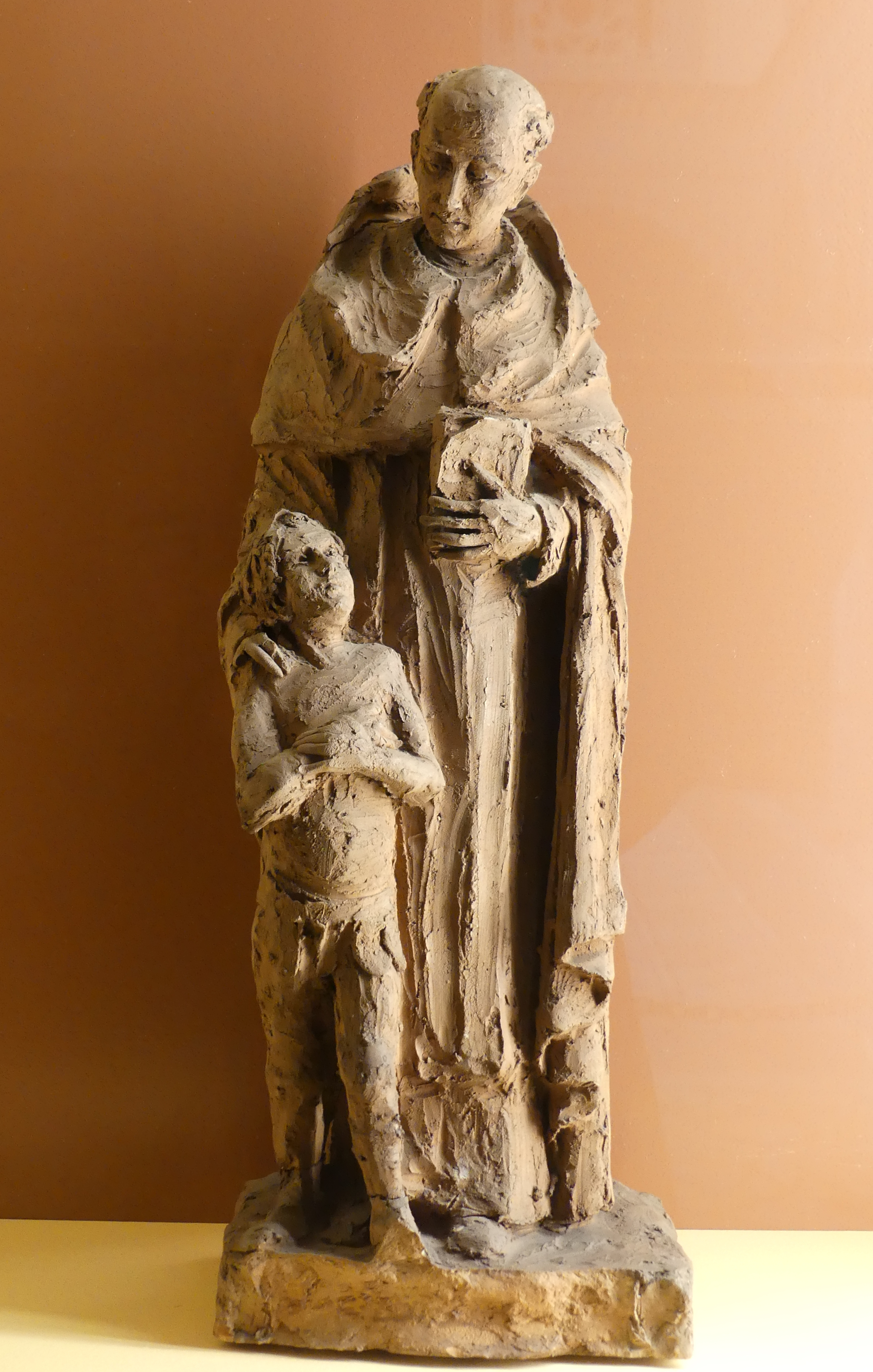
Fray Bartolomé de las Casas
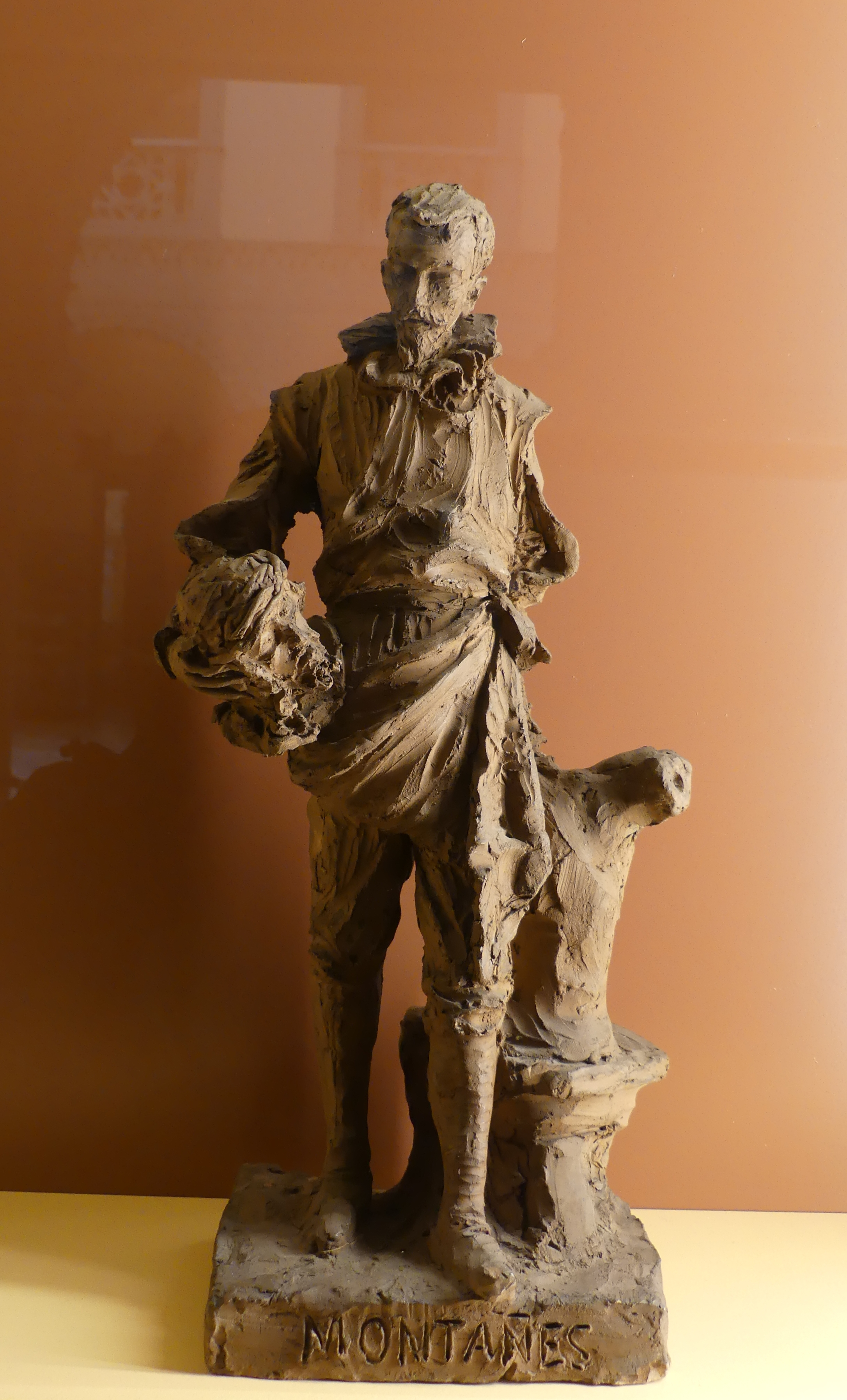
Juan Martínez Montañés

### Obras en el Palacio de las Dueñas
En el patio principal del Palacio de las Dueñas, de la Casa de Alba, hay tres estatuas de bronce de Susillo:
- Un hombre y una mujer sosteniendo un vaso[17]
- Una mujer y un niño sosteniendo un vaso[17]
- Un hombre cargando una ánfora con la ayuda de una mujer[17]

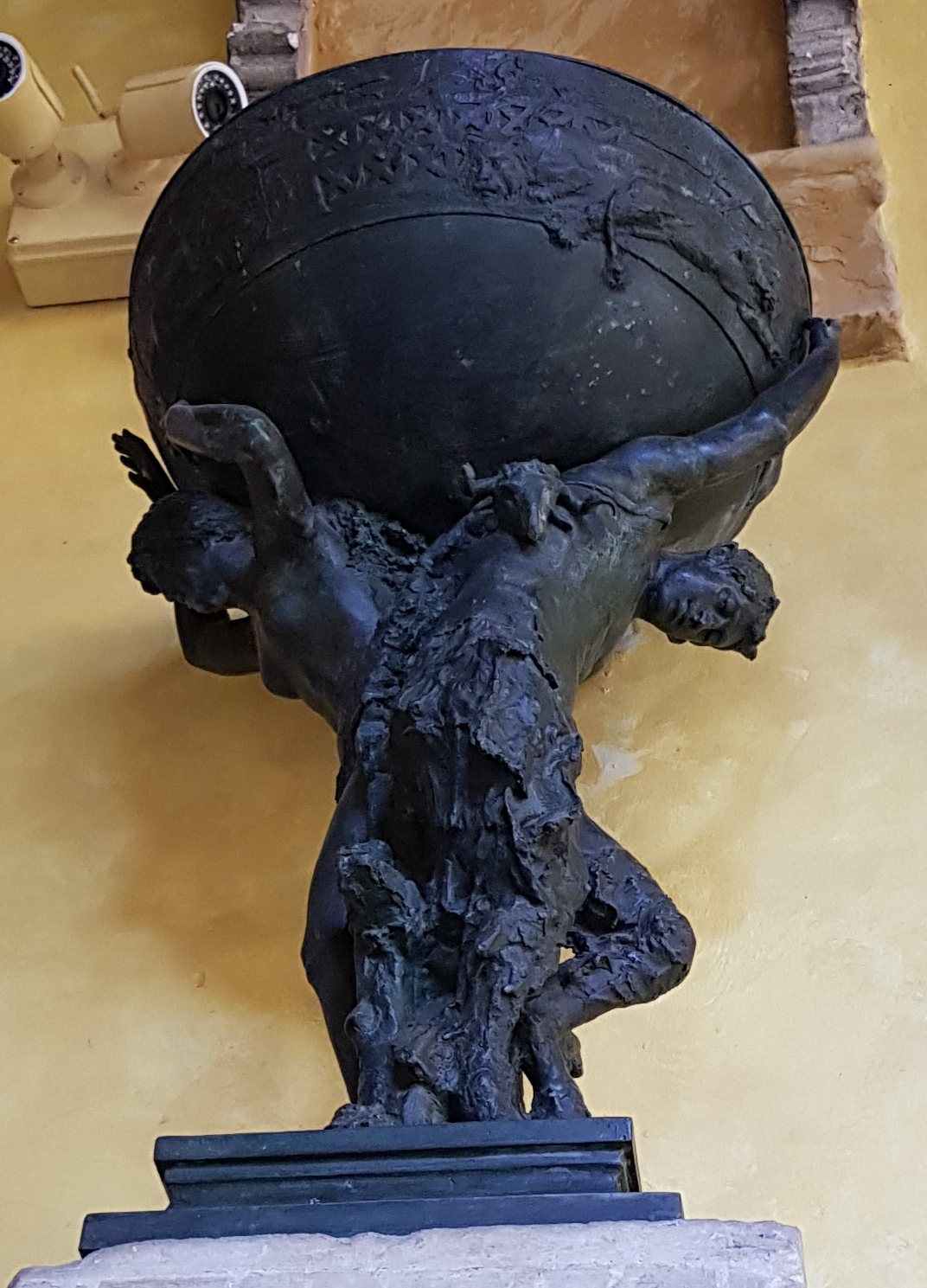
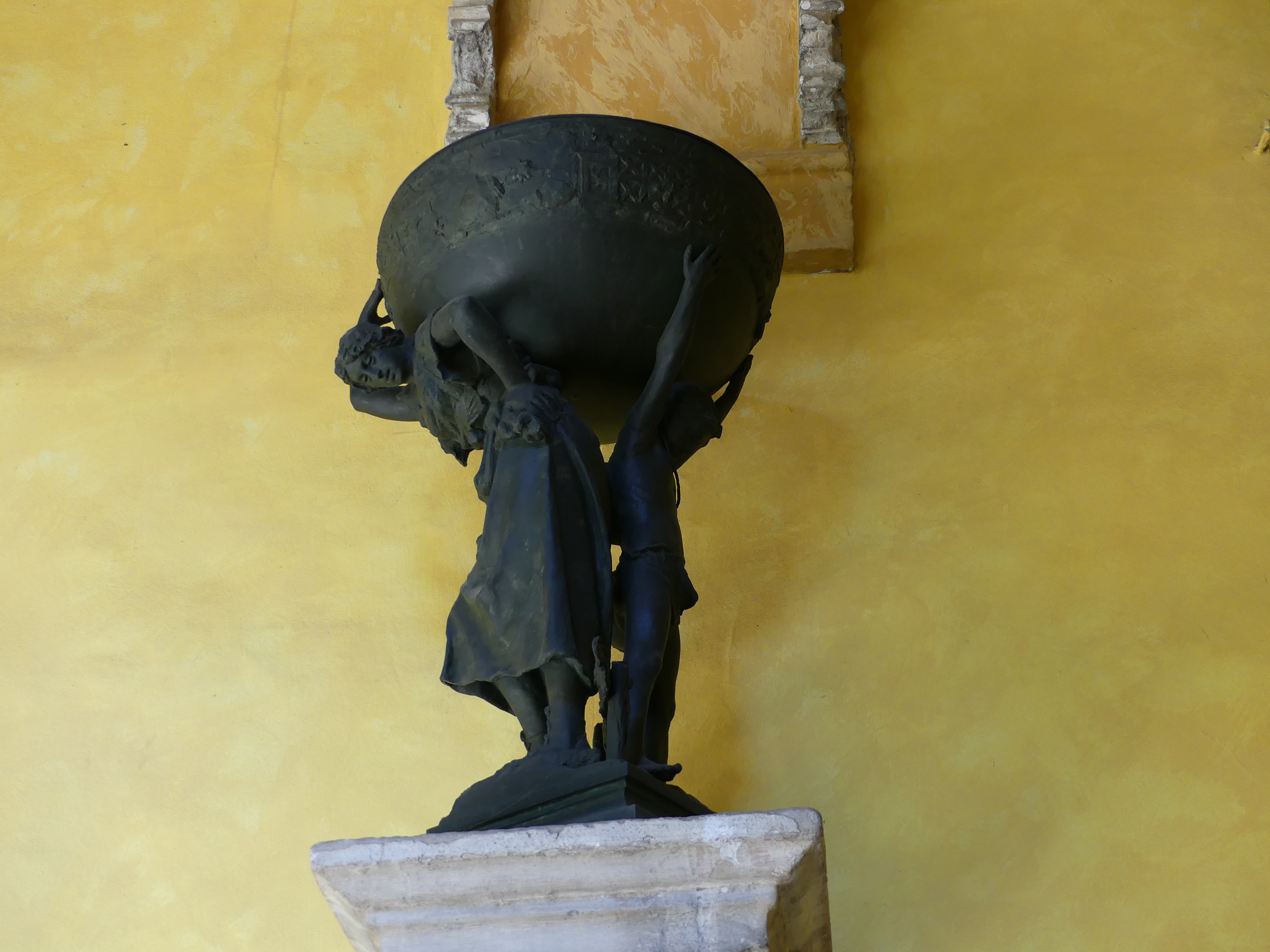
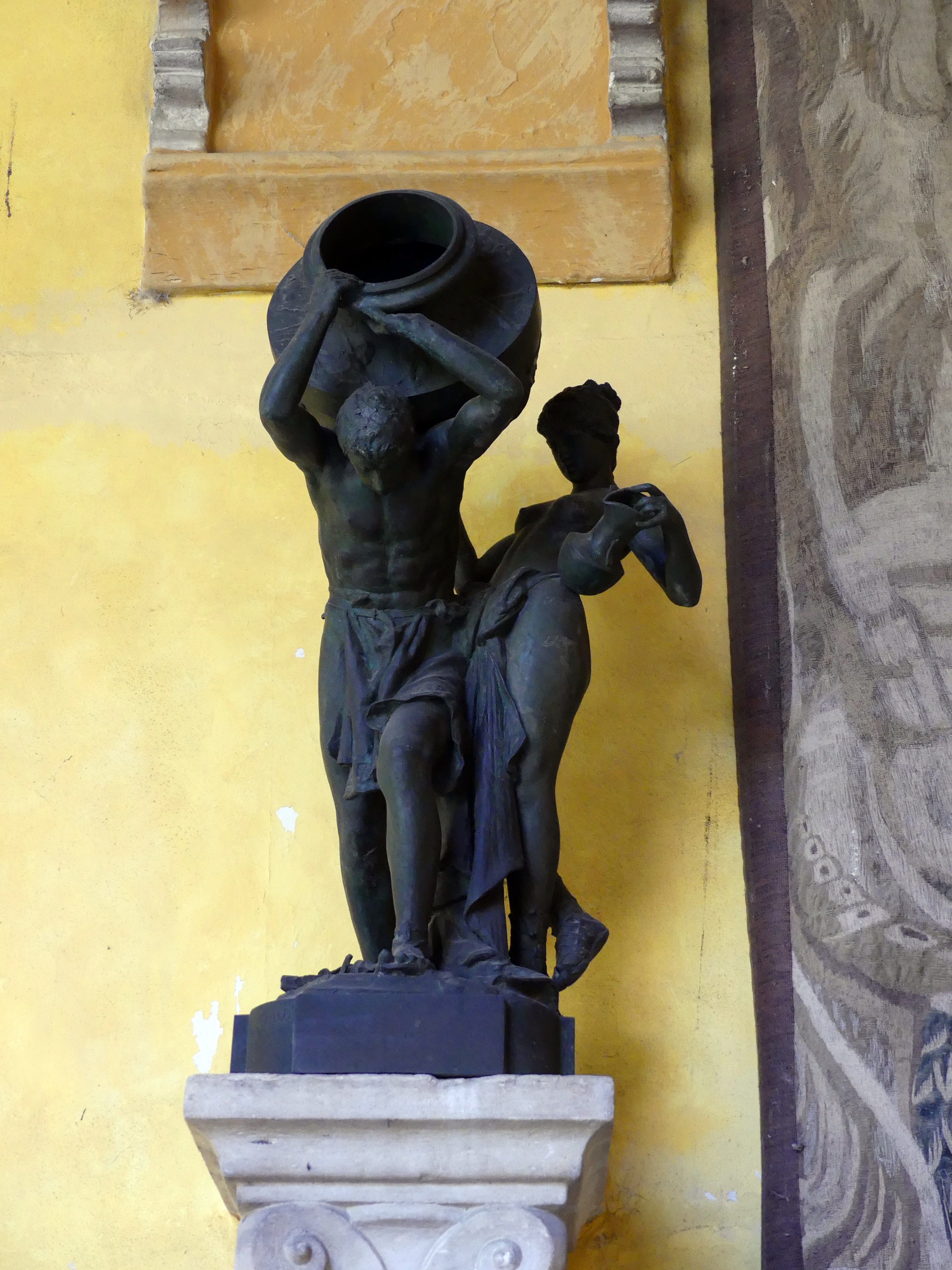